# AOR大歓迎
『AOR大歓迎』（エーオーアールだいかんげい）は、1982年（昭和57年）11月21日に発売された日本のミニ・アルバム『VIBRA-ROCK』で発表された楽曲である。近田春夫のプロデュース作品、ビブラトーンズの楽曲である。1983年（昭和58年）に、レナウンのCMソングに採用されたことで知られる。

## 概要
最初に発表されたのは、1982年のミニ・アルバム『VIBRA-ROCK』発表時であった。
『VIBRA-ROCK』は当時、アナログ盤のLPレコードとして発売されており、CD化されたのは、1988年（昭和63年）10月21日発売のベスト盤『ビブラトーンズFUN』であった。同ベスト盤は、2002年（平成14年）4月20日、おなじく日本コロムビアから再発売され、2008年（平成20年）8月20日には株式会社ユースから再発売されたが、この2008年盤には『AOR大歓迎』が収録されていない。
テレビコマーシャルは、レナウンのファッションCMで、数名のカラフルな衣裳をまとった女性モデルがたのしげに躍動している画面に、本楽曲のうち「いい女たちはなぜ、自分のほうへは来ないのか」という旨の歌詞が反復されるサビ部分が使用された。

## 関連事項
- 1982年の音楽
- VIBRA-ROCK
- ビブラトーンズFUN
- CMソング